# Phêrô Phạm Bá Trực
Phạm Bá Trực (21 tháng 11 năm 1898 – 5 tháng 10 năm 1954) là một tu sĩ Công giáo người Việt và là đại biểu Quốc hội của nước Việt Nam Dân chủ Cộng hòa. Ông là linh mục đầu tiên tham gia cách mạng và giữ chức vụ cao trong bộ máy nhà nước Việt Nam Dân chủ Cộng hòa. Ông nguyên là Phó Chủ tịch thường trực Quốc hội. Ông cũng là đại biểu Quốc hội có nhiều văn bằng tiến sĩ nhất trong Quốc hội Việt Nam từ trước tới nay (ba bằng tiến sĩ). Ông thuộc trong số rất hiếm linh mục tham gia hoạt động ở Quốc hội mà được sự cho phép của đấng bản quyền, Giám mục Francois Chaize.

## Cuộc đời
Phêrô Phạm Bá Trực tên thật là Phạm Bá Trực, Phêrô là tên Thánh của ông, ông sinh ngày 21 tháng 11 năm 1898 tại làng Bạch Liên, xã Yên Thành, huyện Yên Mô, tỉnh Ninh Bình, thuộc giáo xứ Bạch Liên, giáo hạt Bạch Liên, giáo phận Phát Diệm. Quê nhà ông là những xứ đạo cổ được đón nhận Tin Mừng do giáo sĩ Alexandre de Rhodes rao giảng từ rất sớm. Phạm Bá Trực được gia đình gửi vào chủng viện của Giáo phận Tây Đàng Ngoài. 

### Tu lập
Năm 1916, theo chủ trương của Tòa Thánh, mỗi giáo phận chọn 1 hay 2 chủng sinh xuất sắc để gửi sang Rôma đào tạo chức sắc cao cấp cho giáo hội. Do học thông minh và đạo đức, thầy Phạm Bá Trực được Giám mục Hà Nội là Pierre Jean Marie Gendreau tuyển chọn và gửi đi học trường Truyền giáo ở Rôma.
Năm 1925, Thầy Phạm Bá Trực tốt nghiệp với 3 bằng Tiến sĩ về Giáo luật, Thần học và Văn chương tại Rôma và trở về Việt Nam. Với thành tích này, ông được vua Khải Định ngỏ ý muốn tặng Huân chương Bắc đẩu bội tinh, nhưng ông đã khiêm nhường từ chối.
Năm 1925 - 1927 giáo sư giảng dạy đại chủng viện Hoàng Nguyên, Sở Kiện Tây đàng ngoài , cuối năm 1927 làm chánh xứ Kẻ Sét ở Làng Tám, Hà Nội. Tại đây, linh mục Trực đã mở một trường dạy văn hóa cho thanh thiếu niên. Năm 1927, linh mục Trực đem một người cháu ở quê Phát Diệm lên học và nhận nuôi dưỡng đỡ đầu. Người cháu mà ông nhận đỡ đầu và nuôi dưỡng đó là Phạm Đình Tụng, sau này là Hồng y Tổng Giám mục giáo tỉnh Hà Nội. Linh mục Phạm Bá Trực  dịch nhiều sách giáo lý để phổ biến cho cộng đoàn. Năm 1929, ông được giao quản thêm xứ Khoan Vĩ ở Lý Nhân, Hà Nam. Ông đã ở giáo xứ này cho đến khi đầu năm 1945  ông rời Khoan Vĩ,  về Hà Đông và từ đây linh mục trực tiếp tham gia kháng chiến.

### Hoạt động chính trị
Năm 1946, khi cuộc bầu cử Quốc hội Việt Nam khóa I diễn ra, linh mục Phạm Bá Trực xin phép Bề trên bản quyền là Giám mục Chaize Thịnh được tham gia ứng cử. Giám mục Chaize đồng ý và sau đó linh mục Phạm Bá Trực đã trúng cử đại biểu Quốc hội khóa I. Tại quốc hội, ông được bầu làm Ủy viên dự khuyết Ban Thường trực Quốc hội vào tháng 3 năm 1946.
Tháng 5 năm 1947, linh mục Trực được bầu là Phó Ban Thường trực Quốc hội, tương đương Phó Chủ tịch Quốc hội hiện nay. Năm 1951, tại Đại hội thống nhất Việt Minh- Liên Việt, linh mục Phạm Bá Trực được cử làm Phó Chủ tịch Ủy ban Liên Việt toàn quốc và Ủy viên Hội Hữu nghị Việt – Hoa.
Thời gian kháng chiến, linh mục Trực di chuyển nhiều giáo xứ như Kẻ Chuôn, Thái Nguyên, Hà Đông. Ông vừa mục vụ và vừa chăm lo truyền nghề đan lát, làm nón cho cư dân trong vùng.
Phiên họp Hội đồng chính phủ 12/10/1954 do Chủ tịch Hồ Chí Minh trù trì, đã xét truy tặng Huân chương Độc lập hạng Nhất và ngày 30/8/1961 Chủ tịch Hồ Chí Minh ký truy tặng Huân chương Kháng chiến hạng Nhất cho linh mục Phạm Bá Trực.

### Qua đời
Linh mục Phạm Bá Trực mất vì bệnh tim ngày 5 tháng 10 năm 1954 tại Đại Từ, Thái Nguyên. Lễ tang của ông được tổ chức theo nghi lễ quốc gia. Trong lễ truy điệu ông có 3 điếu văn của Chủ tịch Liên Việt Tôn Đức Thắng, của Chủ tịch Ủy ban Liên lạc kháng chiến Liên khu III Vũ Xuân Kỷ và điếu văn của chủ tịch Hồ Chí Minh viết do Bộ trưởng Phan Anh thay mặt ông Hồ đọc lời điếu.
Sau đó vào lúc 9 giờ 30 ngày 7 tháng 10 năm 1954, lễ an táng linh mục Phạm Bá Trực được tổ chức tại nhà thờ An Huy, huyện Đại Từ, tỉnh Thái Nguyên.
Ngày 20 tháng 11 năm 1954, thánh lễ cầu nguyện cho linh mục Phạm Bá Trực đã được tổ chức trang trọng ở Nhà thờ lớn Hà Nội với sự có mặt của các lãnh đạo cao cấp của giáo hội Công giáo và chính quyền Việt Nam cùng hơn 4000 giáo dân.

## Viết sách, báo
Ngoài các công việc của đạo và đời, linh mục Phêrô Phạm Bá Trực còn là một dịch giả kinh thánh. Ông viết nhiều sách, biên soạn nhiều chủ đề vừa Công giáo vừa xã hội, viết báo... Một số tác phẩm tiêu biểu:
- Sách “Linh hồn của mọi công tác Tông đồ” (L’âme de tout Apostolat)
- Lễ Giáng sinh năm 1948, ông viết bài "Ta hãy vì Chúa, vì chính nghĩa mà kháng chiến oanh liệt" đăng trên báo Sự Thật.[7]
- Ngày 15 tháng 1 năm 1952, sau khi cùng phái đoàn Liên Việt đi thăm Trung Quốc và Triều Tiên về nước, ông soạn: "Thư kêu gọi đồng bào Công giáo tích cực tham gia kháng chiến " đăng trên báo Cứu quốc[3].
- Ngày 1 tháng 6 năm 1951, ông viết "Lời kêu gọi ngụy binh Công giáo", đăng trên báo Cứu Quốc.[2]

## Nghiên cứu về linh mục Phạm Bá Trực
Tiến sĩ Phạm Huy Thông trong một bài viết đăng trên trang thông tin của Ban tôn giáo chính phủ Việt Nam có thông tin về: "tin đồn linh mục Trực bị giáo hội phạt treo chén là không có cơ sở". Theo ông Thông, Linh mục Trực khi ứng cử Quốc hội và đi kháng chiến đều đã xin phép và được sự đồng ý Giám mục bản quyền của ông. Linh mục Trực cũng cam kết khi kháng chiến thành công sẽ trở về tiếp tục làm công tác mục vụ. Trong một Lá thư do Hồng y Trịnh Như Khuê gửi Khâm sứ Dooley đề ngày 5 tháng 9 năm 1955 đã viết như sau: "... Cha Phạm Bá Trực đã đi với phép của Đức cha Thịnh (Chaize), vị tiền nhiệm của tôi, còn cha Vũ Xuân Kỷ có thể là tự ý ra đi. Khi nhận chức Giám mục, tôi chưa bao giờ gặp hai vị này…Cho tới nay, hai vị tiền nhiệm là Đức cha Thịnh và tôi nữa, chúng tôi chưa ra án phạt họ. Tôi tưởng trước hết hãy xem và nghe họ, những tin tức tôi lượm được về họ, thì hồ đồ và những điều phao tin về họ thường là gian dối".
Ngày 28 tháng 11 năm 2009, UBND tỉnh Thái Nguyên và Đoàn Đại biểu Quốc hội tỉnh Thái Nguyên kết hợp với Viện Nghiên cứu Tôn giáo đã cùng tổ chức Hội thảo Khoa học "Linh mục Phạm Bá Trực và đường hướng Công giáo đồng hành cùng dân tộc trong thời kỳ Kháng chiến chống thực dân Pháp (1946-1954)". Nhiều tham luận đã giới thiệu, đính chính về những vấn đề cần làm rõ của linh mục Trực cũng như các ý kiến đều nêu việc thực tế là hiện nay những hình ảnh về linh mục Phạm Bá Trực rất hiếm thấy.

## Câu nói nổi tiếng
"Đứng trước Chúa, không có sự phân biệt màu da".

## Nhận xét
"...Từ ngày nhân dân tin cậy cử Cụ làm đại biểu Quốc hội và Quốc hội cử Cụ vào Ban thường trực, Cụ đã đưa hết tinh thần và lực lượng giúp Chính phủ trong mọi vấn đề quan trọng. Trong mọi việc, Cụ đã kết hợp đạo đức bác ái theo lời Chúa dạy, với tinh thần nồng nàn yêu nước của người đại biểu chân chính cho nhân dân Việt nam"_ Hồ Chí Minh.

## Vinh danh
Tên linh mục Phạm Bá Trực đựợc đặt cho các  con đường ở vài nơi. Một con đường tại thành phố Đông Triều, Thành phố Cẩm Phả, Quảng Ninh(20°51'39"N 106°40'52"E), một tại Thái Nguyên, một tại Hải Phòng.